# Lord Commissari
I Lord Commissari (in inglese: Lords Commissioners) sono consiglieri privati nominati dal monarca del Regno Unito per esercitare, per suo conto, determinate funzioni relative al Parlamento che altrimenti richiederebbero la presenza del monarca al Palazzo di Westminster. Tra queste rientrano l'apertura e la proroga del Parlamento, la conferma di un neoeletto Speaker della Camera dei Comuni e la concessione dell'assenso reale. I Lord Commissari sono collettivamente noti come Royal Commission. La Royal Commission include almeno tre, e solitamente cinque, Lord Commissari. Nella prassi attuale, i Lord Commissari solitamente includono il Lord Cancelliere, l'arcivescovo di Canterbury (che viene nominato ma solitamente non partecipa), i leader dei tre principali partiti della Camera dei Lord, il convocatore dei Crossbenchers della Camera dei Lord e (dal 2007) il Lord Speaker. Occasionalmente ci sono delle sostituzioni (come i vice leader dei partiti) se i normali commissari non sono disponibili.
Il Lord Cancelliere è il Lord Commissario più anziano dopo l'arcivescovo di Canterbury, che in tempi moderni non partecipa mai alla Commissione. Tradizionalmente il Lord Cancelliere prendeva parte alla cerimonia e presiedeva la Commissione reale. Tuttavia, dalla nomina nel 2007 di Jack Straw, membro della Camera dei Comuni, come Lord Cancelliere, la persona in tale carica non partecipa alle Commissioni reali, proprio come l'arcivescovo di Canterbury. In questo caso, il Leader della Camera dei Lord svolge le funzioni del Lord Cancelliere, con il Lord Speaker della Camera dei Lord che funge da Lord Commissario. Eccezioni a questa procedura si sono viste nel 2009 e nel 2019, quando è stata dichiarata l'approvazione reale alle elezioni di John Bercow e Lindsay Hoyle come speaker della Camera dei Comuni. In queste occasioni il Lord Cancelliere, rispettivamente Jack Straw e Robert Buckland, ha svolto questa funzione personalmente e il Lord Speaker non ha svolto la funzione di Lord Commissario.
I Lord Commissari entrano nella camera della Camera dei Lord all'ora stabilita e prendono posto su una struttura posizionata temporaneamente per la durata della cerimonia. Il Lord Cancelliere o il Leader della Camera dei Lord, in quanto Lord Commissario più anziano, ordina al gentiluomo/signora usciere del Black Rod di convocare la Camera dei Comuni. I rappresentanti della Camera dei Comuni arrivano al Bar della Camera dei Lord e si inchinano tre volte, ma in realtà non entrano nella Camera dei Lord. Dopo ogni inchino, i Lord Commissari maschi si tolgono il cappello ai membri del Parlamento mentre i Lord Commissari donne chinano la testa a loro volta. Il segretario addetto alla lettura della Camera dei Lord legge quindi la Monarch's Commission, che autorizza i Lord Commissari. Dopo che sono stati trattati gli affari appropriati, i Comuni si inchinano di nuovo tre volte e se ne vanno.

## Elenco dei Lord Commissari
Di solito vengono nominate le seguenti persone   partecipanti e   non partecipanti Lord Commissari:
| Immagine | Titolare di carica                               | Ufficio(i)                                                        | Da                |
| -------- | ------------------------------------------------ | ----------------------------------------------------------------- | ----------------- |
|          | Vacante                                          | Arcivescovo di Canterbury                                         | 6 gennaio 2025    |
|          | The Right Honourable Shabana Mahmood, MP         | Lord Alto Cancelliere della Gran Bretagna                         | 5 luglio 2024     |
|          | The Right Honourable Lord McFall di Alcluith     | Lord Speaker della Camera dei Lord                                | 1 maggio 2021     |
|          | The Right Honourable Baronessa Smith di Basildon | - Leader della Camera dei Lord - Lord Custode del Sigillo Privato | 5 luglio 2024     |
|          | The Right Honourable Lord True CBE               | Leader ombra della Camera dei Lord                                | 8 luglio 2024     |
|          | The Right Honourable Lord Newby OBE              | Leader dei Liberal Democratici alla Camera dei Lord               | 13 settembre 2016 |
|          | The Right Honourable Conte di Kinnoull DL        | Convocatore dei Pari Crossbench                                   | 28 aprile 2023    |